# 테일즈 오브 디 어비스
테일즈 오브 디 어비스(일본어: テイルズ オブ ジ アビス, Tales of the Abyss)는 남코 테일즈 스튜디오가 자사의 테일즈 오브 시리즈의 10주년을 기념하여 시리즈 중 8번째 메인 타이틀로서 개발한 액션 롤플레잉 게임이다. 처음에 플레이스테이션 2용으로 출시된 이 게임은 2005년 12월 일본에서 남코에 의해, 2006년 10월 북아메리카에서 반다이 남코 엔터테인먼트에 의해 출시되었다. 개발팀에는 감독 히구치 요시토, 프로듀서 유시즈미 마코토, 캐릭터 아티스트 후지시마 고스케 등이 있다. 이 게임은 사쿠라바 모토이와 타무라 신지 등의 작곡자들이 참여했고 BUMP OF CHICKEN의 Karma라는 주제곡이 포함되었다. 다만 서양판에서는 MR판으로 수정되었다. 닌텐도 3DS 이식판이 2011년 6월 일본에서 발매되었고 이어서 2011월 11일 오스트레일리아와 유럽판이, 2012년 2월 북아메리카판이 발매되었다.
판타지 세계를 배경으로 한다.

## 평가
| 평론 점수 평론사 점수 3DS PS2 EGM N/A 7.33 / 10 [ 1 ] 유로게이머 8 / 10 [ 2 ] N/A 패미츠 31 / 40 [ 3 ] 36 / 40 [ 3 ] 게임 인포머 6.75 / 10 [ 4 ] 7.25 / 10 [ 5 ] 게임프로 N/A 4.25 / 5 [ 6 ] 게임스팟 7 / 10 [ 7 ] 7.9 / 10 [ 8 ] 게임스파이 N/A [ 9 ] 게임트레일러스 N/A 8.3 / 10 [ 10 ] 게임존 N/A 7.8 / 10 [ 11 ] IGN 7 / 10 [ 12 ] 8.3 / 10 [ 13 ] 닌텐도 파워 7 / 10 [ 14 ] N/A OPM (US) N/A 5 / 10 [ 15 ] 통합 점수 메타크리틱 75 / 100 [ 16 ] 78 / 100 [ 17 ] |           |           |
| 평론 점수 |           |           |
| 평론사 | 점수      | 점수      |
| 평론사 | 3DS       | PS2       |
| EGM | N/A       | 7.33 / 10 |
| 유로게이머 | 8 / 10    | N/A       |
| 패미츠 | 31 / 40   | 36 / 40   |
| 게임 인포머 | 6.75 / 10 | 7.25 / 10 |
| 게임프로 | N/A       | 4.25 / 5  |
| 게임스팟 | 7 / 10    | 7.9 / 10  |
| 게임스파이 | N/A       | [ 9 ]     |
| 게임트레일러스 | N/A       | 8.3 / 10  |
| 게임존 | N/A       | 7.8 / 10  |
| IGN | 7 / 10    | 8.3 / 10  |
| 닌텐도 파워 | 7 / 10    | N/A       |
| OPM (US) | N/A       | 5 / 10    |
| 통합 점수 |           |           |
| 메타크리틱 | 75 / 100  | 78 / 100  |